# Valeyres-sous-Rances
Valeyres-sous-Rances – miejscowość i gmina (commune) w zachodniej Szwajcarii, w kantonie Vaud, w okręgu (district) Jura-Nord vaudois. Leży nad rzeką Mujon. 

## Demografia
W Valeyres-sous-Rances mieszka 606 osób. W 2021 roku 15,3% populacji gminy stanowiły osoby urodzone poza Szwajcarią.

## Transport
Przez teren gminy przebiegają autostrada A9 oraz droga główna nr 130.